# Dominick Reyes
Dominick Reyes (Hesperia, California, Estados Unidos; 26 de diciembre de 1989) es un artista marcial mixto y exjugador de fútbol americano universitario estadounidense que actualmente compite en la categoría de peso semipesado de Ultimate Fighting Championship (UFC). Desde el 12 de abril de 2025, está en la posición #8 del ranking de peso semipesado del ranking de UFC.

## Primeros años
Reyes nació en Hesperia, California, el 26 de diciembre de 1989, y es de ascendencia mexicoamericana. Reyes fue deportista desde pequeño: luchó y jugó fútbol americano, aspirando a jugar en la NFL. Reyes creció en una familia pobre; sus padres lo alentaron a practicar deportes para evitar involucrarse con pandillas.  Después de graduarse de Hesperia High School, se mudó a Nueva York para asistir a la Universidad Stony Brook, donde obtuvo su licenciatura en Sistemas de Información. 

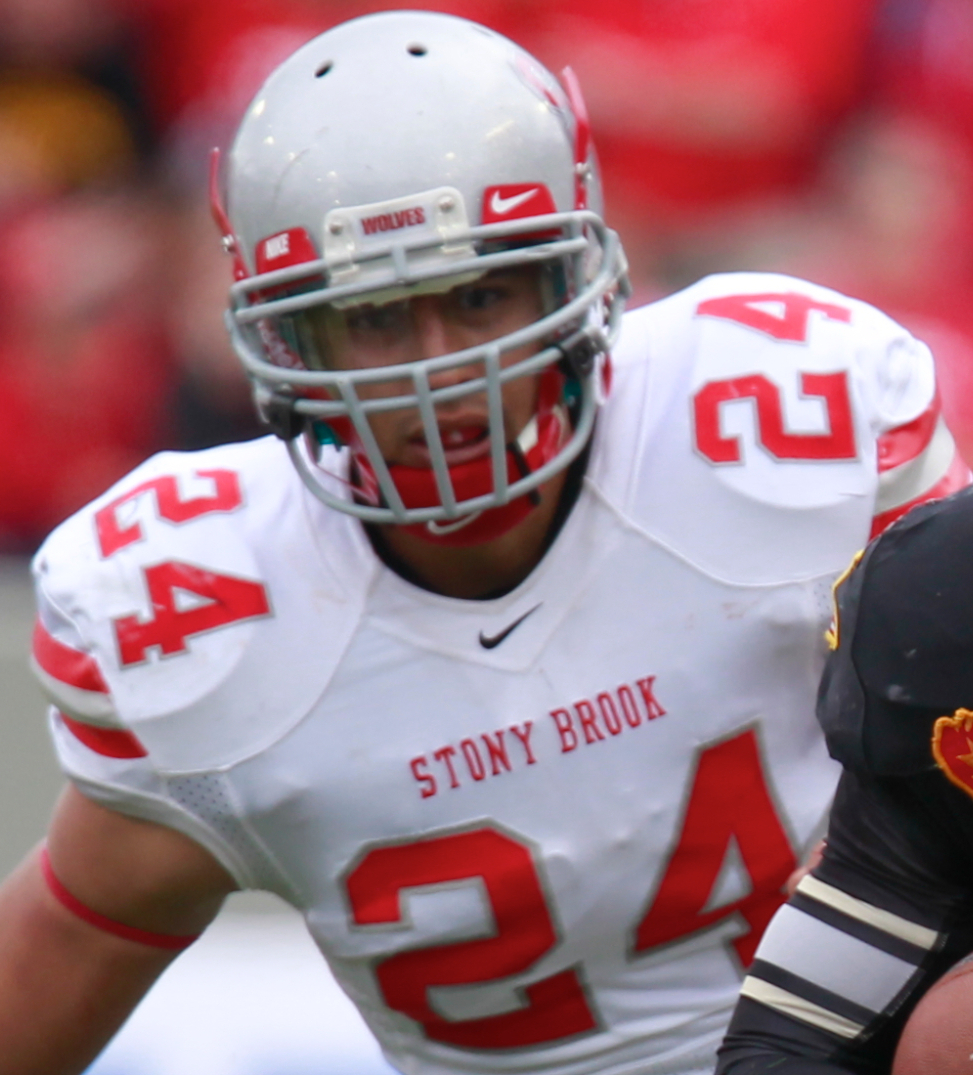
Reyes jugando al fútbol para Stony Brook en 2012

Reyes fue el safety titular de los Stony Brook Seawolves de 2009 a 2012, y finalmente se convirtió en capitán. Entró dos veces en el equipo All-Conference, incluido el nombramiento del Primer Equipo All-Big South en 2012. Interceptó un pase en la zona de anotación cuando quedaban 54 segundos en la primera ronda de los Playoffs FCS de 2011 para darle a Stony Brook un 31-28. "ganar a los rivales del estado Albany".  Reyes se graduó de Stony Brook como el líder de todos los tiempos del programa en tacleadas en solitario (158), registrando 259 tacleadas en total.  Si bien recibió atención de los equipos de la NFL, su velocidad se consideró "promedio" y finalmente no fue seleccionado en el Draft de la NFL de 2013.
Aunque Reyes asistió posteriormente a las pruebas para la Liga Canadiense de Fútbol , no tenía ningún deseo de jugar en una liga que no fuera de primer nivel. Deprimido por el aparente fin de sus sueños de la NFL, Reyes regresó a su casa en California y trabajó en la construcción.  Continuaría trabajando como trabajador manual para el negocio de ebanistería de su padre. Continuaría trabajando como trabajador manual para el negocio de ebanistería de su padre.  Entrenó para MMA en Combat Cage Academy, el gimnasio de su hermano Alexander, inicialmente para mantenerse en forma y desahogar su frustración. Reyes comenzó a competir en peleas amateur de MMA poco después.
En 2017, Reyes aceptó un trabajo como especialista en soporte técnico de TI en Oak Hills High School en Oak Hills, California. Dejó el trabajo después de dos años para centrarse en UFC a tiempo completo. Hallie Grossman de ESPN describió su vida durante este tiempo como "cumpliendo una doble función al estilo Clark Kent: durante el día, era el nerd de la tecnología que se aseguraba de que Internet en el campus funcionara sin problemas e instalaba nuevas computadoras en las aulas. Por la noche, era el "Un luchador que intenta hacerse un lugar en las MMA, en King of the Cage y Legacy Fighting Alliance y, finalmente, en la UFC".

## Carrera de artes marciales mixtas

### Inicios
Antes de firmar con la UFC, Reyes acumuló un récord amateur de 5–0 y fue dos veces campeón de la UMA de MMA durante su carrera amateur.
Reyes también acumuló un récord profesional de 6–0.

### Ultimate Fighting Championship

#### 2017
Reyes hizo su debut en UFC contra Joachim Christensen el 25 de junio de 2017, en UFC Fight Night 112. Ganó la pelea por TKO en el primer minuto de la pelea. Esta victoria lo hizo merecedor de su primer premio de Actuación de la Noche.
Reyes enfrentó a Jeremy Kimball el 2 de diciembre de 2017, en UFC 218. Ganó la pelea por sumisión en el primer asalto.

#### 2018
Reyes enfrentó a Jared Cannonier el 19 de mayo de 2018, en UFC Fight Night 129. Ganó la pelea por TKO en el primer asalto.
Reyes enfrentó a Ovince Saint Preux el 6 de octubre de 2018, en UFC 229. Ganó la pelea por decisión unánime.

#### 2019
Reyes enfrentó a Volkan Oezdemir el 16 de marzo de 2019, en UFC Fight Night 147. Ganó la pelea por decisión dividida.
Reyes enfrentó al ex-Campeón Mundial de Peso Mediano de UFC Chris Weidman el 18 de octubre de 2019, en UFC on ESPN 6. Reyes ganó la pelea por KO en la primera asalto. Esta pelea lo hizo merecedor de una oportunidad por el título. Esta victoria lo hizo merecedor de su segundo premio Actuación de la Noche.

#### 2020
Reyes enfrentó a Jon Jones por el Campeonato Mundial de Peso Semipesado de UFC el 8 de febrero de 2020, en UFC 247. Después de una pelea pareja, Reyes perdió la pelea por una muy controversial decisión unánime ante Jones en dónde la mayoría del público vio ganador a Reyes pero los jueces le dieron la victoria a Jones.
Reyes enfrentó Jan Błachowicz por el Campeonato Vacante de Peso Semipesado de UFC de 27 de septiembre de 2020, en UFC 253. Perdió la pelea por TKO en el segundo asalto.

#### 2021
Reyes estaba programado para enfrentarse al ex-Campeón de Peso Semipesado de Rizin FF Jiří Procházka el 27 de febrero de 2021, en UFC Fight Night 186. Sin embargo, a finales de enero, se reportó que Reyes se había retirado de la pelea, por una lesión y la pelea fue reprogramada para el 1 de mayo, en UFC on ESPN 23. En una pelea pareja, Reyes logró aturdir a Procházka un par de veces, pero finalmente perdió por nocaut en el segundo asalto. Esta victoria lo hizo merecedor de su prime premio de Pelea de la Noche.

#### 2022
Reyes enfrentó a Ryan Spann el 12 de noviembre de 2022, en UFC 281. En el pesaje, Spann pesó 206.6 libras, 0.6 libras sobre el límite de peso semipesado. La pelea continuó en un peso pactado con Spann siendo multado con el 20% de su bolsa, que fue hacía Reyes. Perdió la pelea por nocaut en el primer asalto.

#### 2024
Reyes estaba programado para enfrentar a Carlos Ulberg el 20 de enero de 2024, en UFC 297. Sin embargo, a finales de diciembre de 2023, se anunció que la pelea había sido cancelada por una lesión de Ulberg. El par fue reprogramado para enfrentar e l 30 de marzo de 2024, en UFC on ESPN 54. Sin embargo, el 23 de enero, se anunció que Reyes se habí retirado de la pelea y fue reemplazado por Alonzo Menifield.
Reyes enfrentó a Dustin Jacoby el 8 de junio de 2024 en UFC on ESPN 57. Ganó la pelea por TKO en el primer asalto.
Reyes está programado para enfrentar a Anthony Smith el 10 de diciembre de 2024, en UFC 310.

## Vida personal
El apodo de Reyes, "Devastador" se debe a sus devastadoras patadas. Es fanático de Los Angeles Lakers y de Los Angeles Dodgers y le gusta el snowboard, el wakeboard, la bicicleta de montaña, la bicicleta de tierra y ver programas documentales en la televisión.

## Campeonatos y logros
- Ultimate Fighting Championship
  - Actuación de la Noche (Dos veces) vs. Joachim Christensen y Chris Weidman[13][44]
  - Pelea de la Noche (Una vez) vs. Jiří Procházka[33]

## Récord en artes marciales mixtas
| Récord profesional | Récord profesional | Récord profesional |
| 19 peleas          | 15 victorias       | 4 derrotas         |
| ------------------ | ------------------ | ------------------ |
| Nocaut             | 10                 | 3                  |
| Sumisión           | 2                  | 0                  |
| Decisión           | 3                  | 1                  |

| Resultado | Récord | Oponente            | Método                      | Evento                                | Fecha                    | Ronda | Tiempo | Localización                     | Notas                                                    |
| --------- | ------ | ------------------- | --------------------------- | ------------------------------------- | ------------------------ | ----- | ------ | -------------------------------- | -------------------------------------------------------- |
| Victoria  | 15–4   | Nikita Krylov       | KO (golpes)                 | UFC 314                               | 12 de abril de 2025      | 1     | 2:24   | Miami, Florida                   |                                                          |
| Victoria  | 14–4   | Anthony Smith       | TKO (golpes)                | UFC 310                               | 10 de diciembre de 2024  | 2     | 4:56   | Las Vegas, Nevada                |                                                          |
| Victoria  | 13–4   | Dustin Jacoby       | TKO (rodillazo y golpes)    | UFC on ESPN: Cannonier vs. Imavov     | 8 de junio de 2024       | 1     | 2:00   | Louisville, Kentucky             |                                                          |
| Derrota   | 12–4   | Ryan Spann          | KO (golpes)                 | UFC 281                               | 12 de noviembre de 2022  | 1     | 1:20   | Ciudad de Nueva York, Nueva York | Pelea en peso pactado (206.6 lbs); Spann no dio el peso. |
| Derrota   | 12–3   | Jiří Procházka      | KO (codazo)                 | UFC on ESPN: Reyes vs. Procházka      | 1 de mayo de 2021        | 2     | 4:29   | Enterprise, Nevada               | Pelea de la Noche.                                       |
| Derrota   | 12–2   | Jan Błachowicz      | TKO (golpes)                | UFC 253                               | 26 de septiembre de 2020 | 2     | 4:36   | Abu Dabi                         | Por el Campeonato Vacante de Peso Semipesado de UFC.     |
| Derrota   | 12–1   | Jon Jones           | Decisión (unánime)          | UFC 247                               | 8 de febrero de 2020     | 5     | 5:00   | Houston, Texas                   | Por el Campeonato de Peso Semipesado de UFC.             |
| Victoria  | 12–0   | Chris Weidman       | KO (golpes)                 | UFC on ESPN: Reyes vs. Weidman        | 18 de octubre de 2019    | 1     | 1:43   | Boston, Massachusetts            | Actuación de la Noche.                                   |
| Victoria  | 11–0   | Volkan Oezdemir     | Decisión (dividida)         | UFC Fight Night: Till vs. Masvidal    | 16 de marzo de 2019      | 3     | 5:00   | Londres                          |                                                          |
| Victoria  | 10–0   | Ovince Saint Preux  | Decisión (unánime)          | UFC 229                               | 6 de octubre de 2018     | 3     | 5:00   | Las Vegas, Nevada                |                                                          |
| Victoria  | 9–0    | Jared Cannonier     | TKO (golpes)                | UFC Fight Night: Maia vs. Usman       | 19 de mayo de 2018       | 1     | 2:55   | Santiago                         |                                                          |
| Victoria  | 8–0    | Jeremy Kimball      | Sumisión (rear-naked choke) | UFC 218                               | 2 de diciembre de 2017   | 1     | 3:39   | Detroit                          |                                                          |
| Victoria  | 7–0    | Joachim Christensen | TKO (golpes)                | UFC Fight Night: Chiesa vs. Lee       | 25 de junio de 2017      | 1     | 0:29   | Oklahoma City, Oklahoma          | Actuación de la Noche.                                   |
| Victoria  | 6–0    | Jordan Powell       | KO (patada a la cabeza)     | LFA 13                                | 2 de junio de 2017       | 1     | 0:53   | Burbank, California              |                                                          |
| Victoria  | 5–0    | Marcus Govan        | KO (patada a la cabeza)     | Hoosier Fight Club 32                 | 11 de febrero de 2017    | 1     | 0:27   | Michigan City, Indiana           |                                                          |
| Victoria  | 4–0    | Tyler Smith         | TKO (golpes)                | King of the Cage: Martial Law         | 18 de septiembre de 2016 | 1     | 1:35   | Ontario, California              |                                                          |
| Victoria  | 3–0    | Kelly Gray          | Decisión (unánime)          | King of the Cage: Sinister Intentions | 17 de octubre de 2015    | 3     | 5:00   | Las Vegas, Nevada                |                                                          |
| Victoria  | 2–0    | Jessie Glass        | Sumisión (front choke)      | Gladiator Challenge: Carnage          | 3 de abril de 2015       | 1     | 0:55   | Rancho Mirage, California        |                                                          |
| Victoria  | 1–0    | Jose Rivas Jr.      | TKO (golpes)                | King of the Cage: Fisticuffs          | 4 de diciembre de 2014   | 1     | 3:23   | Highland, California             | Debut en peso semipesado.                                |

## Peleas en Pay-per-view
| N.º | Evento  | Pelea           | Fecha                | Recinto       | Ciudad                         | Compras de PPV |
| --- | ------- | --------------- | -------------------- | ------------- | ------------------------------ | -------------- |
| 1.  | UFC 247 | Jones vs. Reyes | 8 de febrero de 2020 | Toyota Center | Houston, Texas, Estados Unidos | No Revelado    |